# Fonzaleche
Fonzaleche tỉnh và cộng đồng tự trị La Rioja, phía bắc Tây Ban Nha. Đô thị này có diện tích là 17 ki-lô-mét vuông, dân số năm 2009 là 147 người với mật độ 8,65 người/km². Đô thị này có cự ly 18 km so với Logroño.